# Ihuru
Ihuru est une petite île inhabitée des Maldives. Elle constitue une des îles-hôtel des Maldives en accueillant le Angsana Resort & Spa depuis 1979. « Ihuru » signifie "magicien", "druide", etc.

## Géographie
Ihuru est située dans le centre des Maldives, dans le Sud-Ouest de l'atoll Malé Nord, dans la subdivision de Kaafu. 